# Michal Har'el
Michal Har'el, aussi appelée Michal Moda'i (souvent orthographié Michal Modai ; née Herison en 1931 à Jérusalem et morte le 2 mars 2012), est devenue en 1951 la deuxième Miss Israël. Elle est également une activiste des droits des femmes et l'une des trois présidentes d'honneur à vie de l'Organisation internationale des femmes sionistes.

## Biographie
Michal Modai est née à Jérusalem, en 1951 elle devient Miss Israël puis en 1968 elle fait du volontariat pour l'Organisation internationale des femmes sionistes, elle y évolue jusqu'à en devenir la présidente en 1996. Elle est morte le 2 mars 2012 à l'âge de 81 ans. Elle est inhumée au cimetière Nahalat Yitzhak (en).

## Vie privée
Mariée à Yitzhak Moda'i (en), elle a eu trois enfants : Harela Moda'i, Boaz Moda'i (en) et Galia Moda'i.